# Kolding Seminarium
Kolding Seminarium er et pædagogseminarium i det sydøstlige Jylland.
Historie
Kolding Seminarium blev oprettet som lærerseminarium i 1952. I 1956 byggedes seminariebygningerne på Dyrehavevej, der i dag huser et pædagogseminarium. Beslutningen om lukning af Kolding Seminarium blev truffet i 1988, og i 1992 blev seminariet endegyldigt lukket som lærerseminarium.
Alle danske seminarier er nu blevet formelt nedlagt og læreruddannelsen lagt ind under professionshøjskoler.
I Kolding er der nu pædagoguddannelse. Mens læreruddannelse i Sydjylland foregår på det tidligere Haderslev Seminarium under UC SYD's auspicier.

## Rektorer
- 1952–1953 skoleinspektør C.D. Nygaard (fra Riis Toft Skole)
- 1953–1973 Carl Clausen (23. juni 1910–4. januar 1987); 1953-59 med titel af forstander, og fra 1959 rektor
- 1973–1992 Leif Stenlev (1932– )

## Nogle kendte lærere på seminariet
- Anton M. Andresen (født 1923) var timelærer 1953-58 og derefter lektor med fagene tysk, dansk og violinspil. Han er kendt som medarbejder på den største dansk-tyske ordbog (Munksgaards Forlag 1991).
- Finn Brandt-Pedersen (1926-1991) underviste i dansk. Han har skrevet adskillige bøger inden for litteraturvidenskab.
- Otto Marstrand (1919-2004) underviste i historie og pædagogik i 1950'erne, indtil han blev rektor for Holbæk Seminarium i 1960.

## Nogle lærere dimitteret fra seminariet
- 1967 Margot Torp, socialdemokratisk politiker, tidl. MF
- 197? Steen Dahlstrøm, socialdemokratisk politiker, tidl. borgmester
- 197? Jens Billum
- 1978 Anders Molt Ipsen
- 1980 Villy Søvndal, tidl. MF for SF, udenrigsminister 2011-13
- 1984 Uwe Prühs